# قصوان تركستاني
قصوان تركستاني (الاسم العلمي:Cirsium turkestanicum) هو نوع من النباتات يتبع جنس القصوان من الفصيلة النجمية.